# Estación Iyokameoka
La estación Iyokameoka (伊予亀岡駅 Iyokameoka-eki?) es una estación de la línea Yosan de la Japan Railways que se encuentra en la ciudad de Imabari de la prefectura de Ehime. El código de estación es el "Y44".

## Estación de pasajeros
Cuenta con dos plataformas, una plataforma con vías de un solo lado (andén 1) y otra plataforma con vías a ambos lados (andenes 2 y 3). El andén 2 es el principal y, solo para permitir el sobrepaso a los servicios rápidos se utilizan los andenes 1 y 3.
Es una estación que no cuenta con personal.

### Andenes
| 1 | ● Línea Yosan | | |
| 1 | ● Línea Yosan | Hacia Imabari, Nyūgawa, Saijō, Niihama, Iyomishima, Kawanoe y Kanonji (solo para permitir el sobrepaso a los servicios rápidos) | |
| 2 | ● Línea Yosan | | Hacia Imabari, Nyugawa, Saijō, Niihama, Iyomishima, Kawanoe y Kanonji (los servicios rápidos no se detienen) |
| 2 | ● Línea Yosan | Hacia Hōjō y Matsuyama (los servicios rápidos no se detienen)                                                                   | |
| 3 | ● Línea Yosan | | |
| 3 | ● Línea Yosan | Hacia Hōjō y Matsuyama (solo para permitir el sobrepaso a los servicios rápidos)                                                | |

## Alrededores de la estación
- Escuela primaria Kameoka (亀岡小学校 Kameoka-shōgakkō?)
- Depósito de petróleo

## Historia
- 1925: el 21 de junio se inaugura como estación Iyokameoka.
- 1987: el 1° de abril pasa a ser una estación de la división Ferrocarriles de Pasajeros de Shikoku de la Japan Railways.

## Estación anterior y posterior
- Línea Yosan 
  - Estación Ōnishi (Y43)  <<  Estación Iyokameoka (Y44)  >>  Estación Kikuma (Y45)